# Svend Storm-Jørgensen
 Der er for få eller ingen kildehenvisninger i denne artikel, hvilket er et problem. Du kan hjælpe ved at angive troværdige kilder til de påstande, som fremføres i artiklen.

Svend Storm-Jørgensen (født 17. juni 1910 i København, død 13. juli 1991) var en dansk erhvervsleder, diplomat og skibsreder. Han var direktør i Det Østasiatiske Kompagni (ØK) og spillede en central rolle i udviklingen af dansk og international søfart i midten af det 20. århundrede. Han var også thailandsk honorær generalkonsul i Danmark og tidligere dansk generalkonsul i Bangkok.

## Karriere
Svend Storm-Jørgensen blev ansat i Det Østasiatiske Kompagni i 1927 som assistent i Træafdelingen. I 1931 blev han udstationeret til Kompagniets træafdeling i Bangkok, hvor han senere blev savmøllebestyrer. I 1948 blev han udnævnt til filialbestyrer i Hong Kong og i 1950 i Bangkok.
Efter hjemkomsten til København i 1956 blev han eneprokurist i Skibsafdelingen. I 1958 blev han vicedirektør og den 1. januar 1961 blev han administrerende direktør for ØKs Skibsafdeling, en stilling han bestred indtil sin tilbagetrækning fra aktiv tjeneste ved udgangen af december 1971.
Han forblev efterfølgende aktiv i bestyrelsesarbejde i flere af ØKs datterselskaber, herunder som formand for bestyrelsen i Rederiaktieselskabet Myren og som bestyrelsesmedlem i Nakskov Skibsværft.

## Konsulært virke
Storm-Jørgensen virkede som dansk generalkonsul i Bangkok under sin udstationering dér. Fra 1961 var han thailandsk konsul i Danmark, og den 17. december 1974 blev han ved kongelig resolution udnævnt til honorær generalkonsul for Thailand, hvilket blev anerkendt af den danske regering i april 1975.

## Tillidshverv
Storm-Jørgensen var aktiv i en række bestyrelser og udvalg, herunder:
- Aktieselskabet Det Østasiatiske Kompagni (bestyrelsesmedlem 1971-1981 og næstformand 1981-1986)[3]
- Danmarks Rederiforening (bestyrelsesmedlem fra 1961 og senere næstformand)[4][3]
- A/S Nakskov Skibsværft (bestyrelsesmedlem fra 1964)[5]
- Den Danske Nationale Komité under Det Internationale Handelskammer (bestyrelsesmedlem fra 1964)[6]
- Em. Z. Svitzers Bjergnings-Entreprise A/S (bestyrelsesmedlem fra 1964)[6]
- Københavns Havn (bestyrelsesmedlem fra 1968)[7]
- Handels- og Søfartsmuseets Komité (1970–1980)[8][9][10][11][12][13][14]
- A/S Nordic Tankships Limited[15]
- Assuranceforeningen Skuld[15]
- The East Asiatic Company (Brokers) Ltd[15]
- Rederiaktieselskabet Myren[1]

## Udmærkelser
- Ridder af 1. grad af Dannebrogordenen (1968)
- Ridder af 1. klasse af Den Kongelige Norske St. Olavs Orden[15]
- Kommandør af Den Kongelige Nordstjerneorden[15]
- Kommandør af den italienske orden Al merito della Repubblica Italiana (1965)[16]
- Galatea Medaljen[15]

## Privatliv
Svend Storm-Jørgensen var søn af repræsentant Jørgen Jørgensen og Johanne Jørgensen Storm. Han var gift med Grethe Annelise Storm-Jørgensen, som blandt andet navngav ØK-skibet *M/S Ayuthia*. Parret fik fire døtre: Birte Storm Cooper, Mary Lou Blaabjerg, Lise Storm-Jørgensen og Bente Bruun.
Han havde også fire søskende: Karl Storm-Jørgensen, Kristian Storm Jørgensen, Jørgen Peter Jørgensen og Esther Jørgensen.
Efterkommerne bor i dag i både Danmark og udlandet.

## Død
Svend Storm-Jørgensen døde den 13. juli 1991 i en alder af 81 år.